# ژاوی پرز
ژاوی پرز (انگلیسی: Xavi Pérez؛ زادهٔ ۲۶ فوریهٔ ۱۹۸۴) بازیکن فوتبال اهل اسپانیا است.
از باشگاه‌هایی که در آن بازی کرده‌است می‌توان به باشگاه ورزشی کیتچی اشاره کرد.